# Ilburnia dubautiae
Ilburnia dubautiae är en insektsart som beskrevs av Frederick Arthur Godfrey Muir 1921. Ilburnia dubautiae ingår i släktet Ilburnia och familjen sporrstritar. Inga underarter finns listade i Catalogue of Life.